# Lancaster (New Hampshire)
Lancaster is een town in en hoofdplaats van Coos County, New Hampshire, Verenigde Staten. Volgens de census van 2000, heeft de plaats 3280 inwoners en 1286 huishoudens. Lancaster is gelegen aan de rivier de Connecticut en is genoemd naar Lancaster, Engeland.